# Simon Špilak
Simon Špilak, slovenski kolesar, * 23. junij 1986, Tišina.
Špilak je za Slovenijo nastopil na Poletnih olimpijskih igrah 2008 v Pekingu, kjer je nastopil na cestni dirki in na kronometru. V cestni dirki je odstopil, na kronometru pa je osvojil 28. mesto. Svoj prvi večji uspeh je dosegel aprila 2010, ko je ob eni etapni zmagi osvojil skupno zmago na dirki po Romandiji. Na tej dirki ima še tri druga mesta v letih 2013, 2014 in 2015. Leta 2015 in 2017 je osvojil Dirko po Švici. Velja za enega najuspešnejših slovenskih kolesarjev in enega izmed začetnikov slovenske prevlade na enotedenskih dirkah. Konec leta 2019 je zaključil profesionalno športno kariero.

## Skupna razvrstitev

### Pomembnejša tekmovanja
| Grand Tour               | 2008 | 2009 | 2010 | 2011 | 2012 | 2013 | 2014 | 2015 | 2016 | 2017 | 2018 | 2019 |
| ------------------------ | ---- | ---- | ---- | ---- | ---- | ---- | ---- | ---- | ---- | ---- | ---- | ---- |
| Dirka po Italiji         | 48   | —    | —    | 117  | —    | —    | —    | —    | —    | —    | —    | —    |
| Dirka po Franciji        | —    | 109  | DNF  | —    | —    | —    | DNF  | —    | —    | —    | —    | —    |
| Velike enotedenske dirke | 2008 | 2009 | 2010 | 2011 | 2012 | 2013 | 2014 | 2015 | 2016 | 2017 | 2018 | 2019 |
| Pariz–Nica               | 12   | DNF  | —    | 13   | 4    | 6    | 8    | 3    | 31   | —    | —    | 59   |
| Tirreno–Adriatico        | —    | —    | 18   | —    | —    | —    | —    | —    | —    | 11   | 27   | —    |
| Dirka po Kataloniji      | —    | —    | —    | —    | —    | 34   | —    | —    | —    | —    | —    | DNF  |
| Dirka po Baskiji         | —    | —    | —    | —    | 10   | 4    | 4    | 12   | 8    | 10   | 48   | —    |
| Dirka po Romandiji       | —    | —    | 1    | 21   | 8    | 2    | 2    | 2    | 7    | 30   | 30   | 9    |
| Critérium du Dauphiné    | —    | 77   | —    | —    | —    | —    | 85   | —    | —    | —    | —    | —    |
| Dirka po Švici           | —    | —    | DNF  | —    | DNF  | 9    | —    | 1    | 9    | 1    | 6    | 6    |